# Cladocephalus
Cladocephalus es un género de algas, perteneciente a la familia Udoteaceae.

## Especies deCladocephalus
- Cladocephalus excentricus
- Cladocephalus luteofuscus
- Cladocephalus scoparius